# Remigny (Saône-et-Loire)
Remigny ist eine französische Gemeinde mit 411 Einwohnern (Stand: 1. Januar 2022) im Département Saône-et-Loire in der Région Bourgogne-Franche-Comté. Die Gemeinde gehört zum Arrondissement Chalon-sur-Saône und zum Kanton Chagny.

## Geografie
Remigny liegt etwa 17 Kilometer nordnordwestlich von Chalon-sur-Saône am Dheune und am Canal du Centre. Zahlreiche Weinsorten werden hier im Weinbaugebiet Bourgogne angebaut. Umgeben wird Remigny von den Nachbargemeinden Chassagne-Montrachet im Norden, Chagny im Osten und Südosten, Bouzeron im Süden, Chassey-le-Camp im Südwesten sowie Santenay im Westen und Nordwesten.

## Bevölkerungsentwicklung
| Jahr                      | 1962 | 1968 | 1975 | 1982 | 1990 | 1999 | 2006 | 2013 | 2020 |
| Einwohner                 | 380  | 385  | 388  | 374  | 407  | 399  | 424  | 450  | 423  |
| Quelle: Cassini und INSEE |      |      |      |      |      |      |      |      |      |

## Sehenswürdigkeiten
- Kirche Saint-Antoine aus dem 13. Jahrhundert

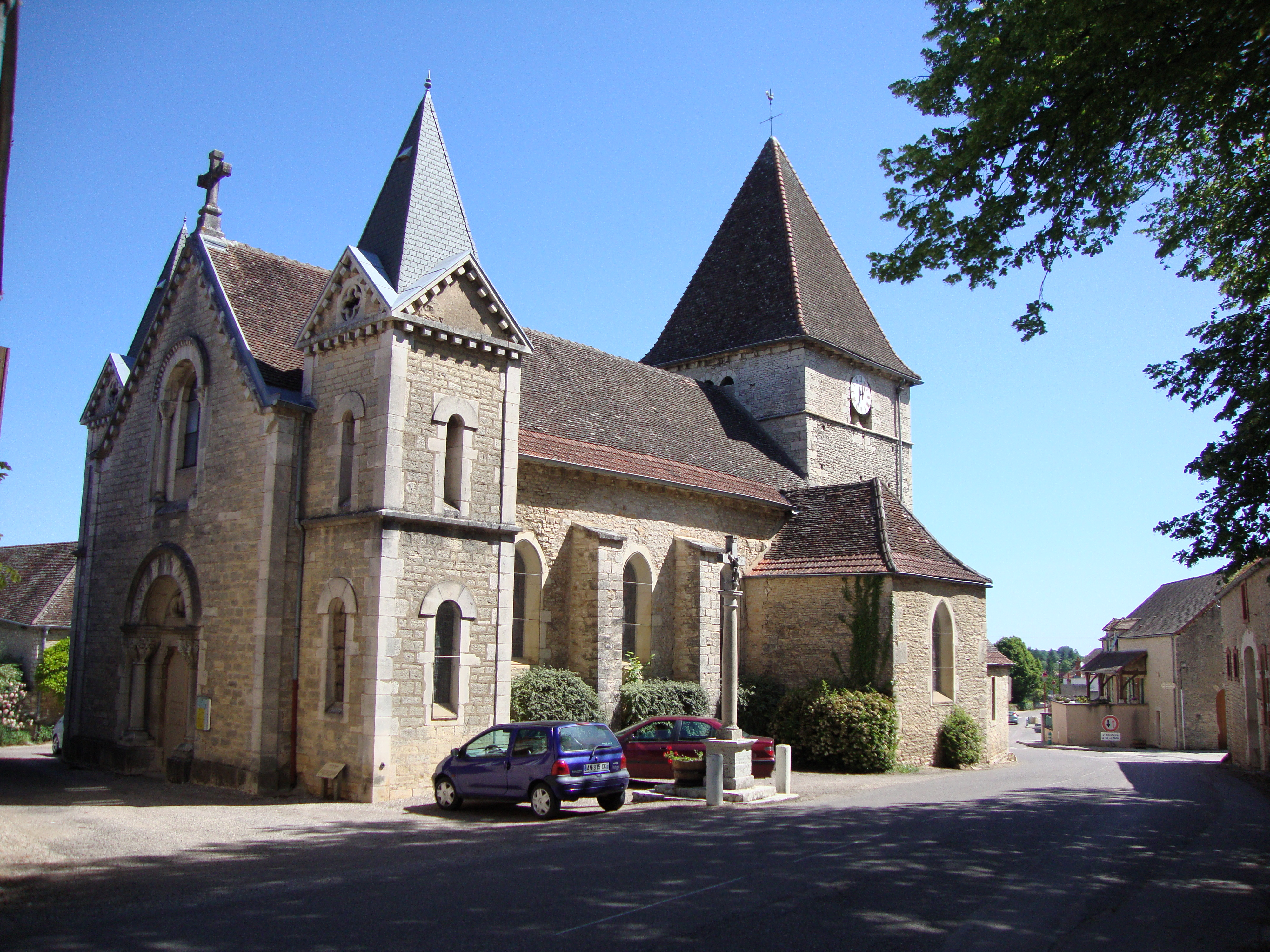
Kirche Saint-Antoine